# Nu Metal
Nu Metal, auch New Metal oder Nü Metal, ist eine Sammelbezeichnung für mehrere Musikstile, die sich aus dem Crossoverboom der frühen 1990er Jahre entwickelten. Der Begriff etablierte sich Mitte der 1990er Jahre vornehmlich für Bands, die sich an den Musikstilen Funk Metal, Neo-Thrash und Alternative orientierten.

## Definition
Nu Metal umfasst mehrere Spielarten aus den Genres Rock und Metal und begründet sich auf dem im Crossover entstandenen Spannungsfeld zwischen Hardcore Punk, Grunge und Independent, welches bis dahin unter dem Titel Alternative zusammengefasst wurde. Die vom Hip-Hop beeinflusste Musik nimmt zwar große Teile des Metal auf, ist dabei jedoch deutlich rhythmusorientierter. Ähnlich wie der Funk Metal verzichteten viele Vertreter des Nu Metal auf den habitualisierten Männlichkeitspathos des Metal und ersetzen diesen durch eine medienwirksamere jugendliche und autoritätskritische Grundhaltung.
Parallel zum Nu Metal entstand die Musikrichtung Nu Rock, die heute eher als Post-Grunge bekannt ist. Parallelen in der Entwicklung und Ausprägung der Stile sind unverkennbar und die Grenze zwischen den beiden Stilen ist sehr verschwommen. Dabei orientiert sich der Post-Grunge oder Nu Rock mehr am Rock als am Metal.

## Geschichte

### Vorgeschichte und Ausgangslage

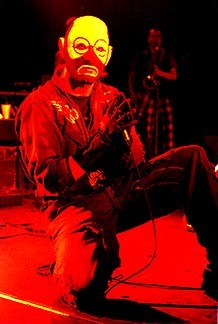
Mr. Bungle maskierten sich Mitte der 1980er Jahre wie Slipknot und spielten Gitarre wie Korn.

Nachdem durch die stetige Weiterentwicklung von Rockmusik der Begriff Alternative entstand, um alles zu definieren, was ‚anders‘ als der bisher klassische Rock war, spalteten sich davon Mitte der 1990er Jahre weitere Subgenres ab. Aus dem Metal näherten sich besonders Thrash-Metal-Bands wie Slayer Punk-Strukturen an, so dass vor diesem Hintergrund eine Basis für Metal abseits der üblichen Szene-Konventionen (Lederkleidung, lange Haare, Pathos) entstand, für die lange Zeit kein eigener Begriff jenseits der allumfassenden Titel Crossover oder Alternative existierte. Damit öffnete sich der ‚Markt‘ auch für genrefremde Musikkonsumenten, welche dem Metal neue Einflüsse boten. Besonders wegweisende Stile für den Nu Metal waren die Crossoverblüten Groove Metal, Jazzcore und Funk Metal. Diese Stile waren alle durch die Kombination unterschiedlicher Musikrichtungen geprägt, beschritten neue musikalische Wege und verkörperten derweil medienwirksame und kommerziell erfolgreiche Pendants zu dem als kommerziell eingefahren und veraltet bezeichneten Hardrock und Heavy Metal.
Die Interpreten des Groove Metal nahmen viele spielerische Elemente des Nu Metal vorweg. Besonders die verstärkte Betonung auf eingängige Rhythmik, die häufig genutzte Synkope und der Wechsel zwischen gutturalem und sauberem Gesang flossen in den Nu Metal ein. Groove-Metal-Bands wie Machine Head, Prong, Fear Factory, Sepultura und Pantera werden hier als wichtige Einflussfaktoren gesehen.
Die Interpreten der Stile Funk Metal und Jazzcore kombinierten derweil Elemente aus Punkrock und Metal mit Hip-Hop, Funk und weiteren für Rockmusik bis dato untypischen Stilen. Besonders die Kombination aus Metal und Hip-Hop sowie das oft innovative Bass- und Gitarrenspiel sollte sich dabei auf den Nu Metal auswirken. Der Gitarrist der Band Korn, James Shaffer, bezeichnete z. B. das Debüt der Funk-Metal-Band Faith No More als wichtigsten Einfluss auf den eigenen Stil. Neben dem Funk Metal benannten Korn auch das Werk der Jazzcoregruppe Mr. Bungle als wichtigen Einfluss und das eigenwillige Spiel von Mr. Bungles Gitarristen Trey Spruance als Blaupause für Korns eigenes Gitarrenspiel.
Bereits ab 1992 lieferten Bands wie Rage Against the Machine, Clawfinger und Body Count eine Masse an kommerziell erfolgreichen Alben ab, welche ebenfalls Elemente aus Metal, Rap und Funk mischten.
Als weitere Einflussfaktoren gelten darüber hinaus noch andere vereinzelte Projekte aus den frühen 1990ern wie die Industrial-Rock-Band Nine Inch Nails, die Alternative-Rock-Band Helmet oder die düstere Progressive-Metal-Band Tool. Vornehmlich der Sänger Maynard James Keenan der Band Tool wird ebenso häufig als Inspiration herangezogen wie Mike Patton, der sowohl bei Faith No More als auch bei Mr. Bungle das Mikro besetzte.

### Entstehung und Erfolg

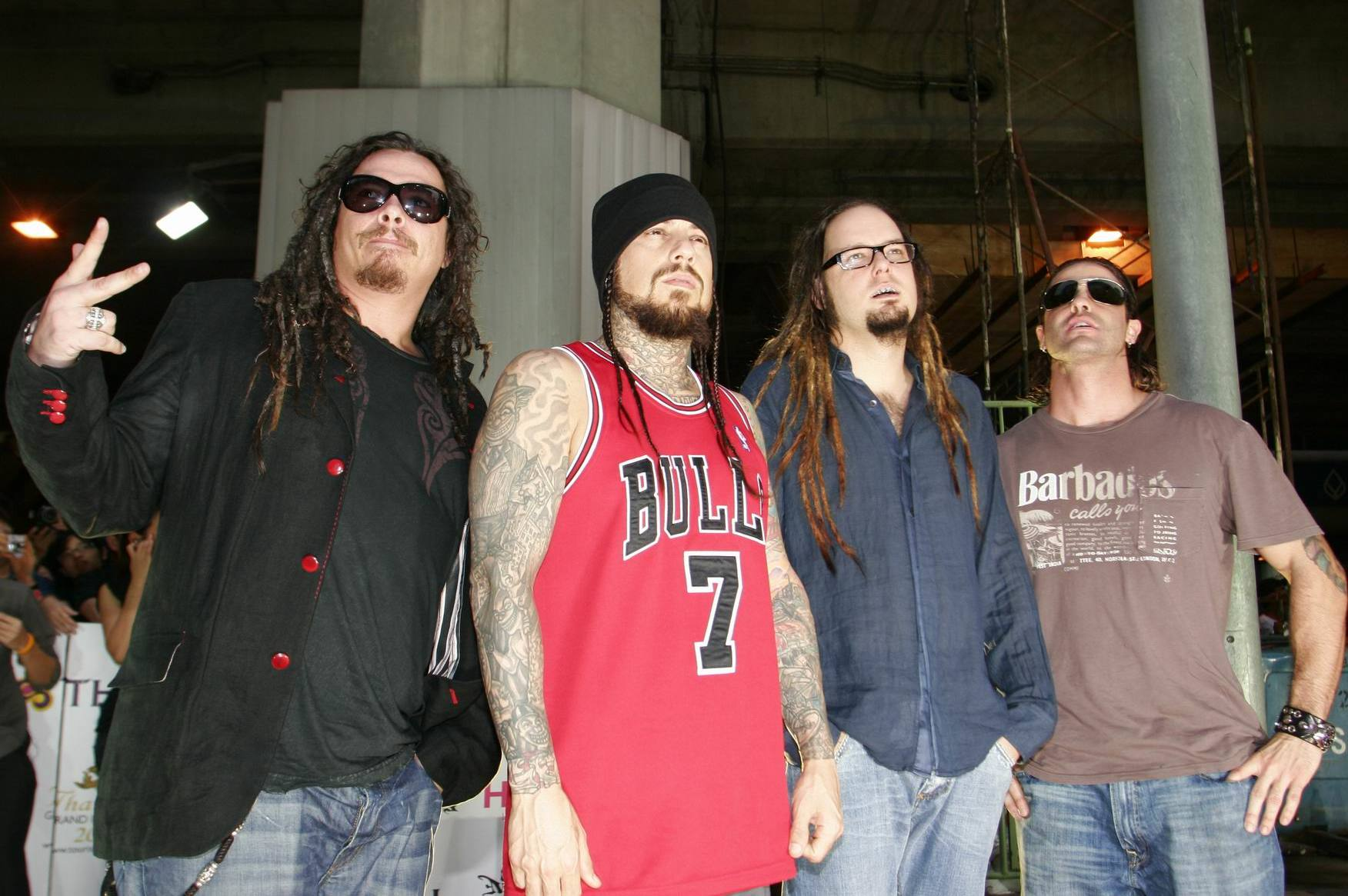
Die erste bekannte und benannte Nu-Metal-Band: KoRn (2006)

Ab 1994 kombinierte eine Welle neuer Bands die Stilelemente aus Jazzcore und Funk Metal mit spielerischen Ideen des Groove Metals und einer aus der großen Grungewelle gelernten jugendlicheren und persönlicheren Attitüde. Die Texte der Songs handelten bei diesen neuen Bands weniger von gesellschaftskritischen als mehr von jugendkompatiblen Themen wie Schule, Missbrauch und Einsamkeit. Diese neuen Bands, die sich sowohl optisch als auch inhaltlich ähnelten, prägten den Begriff Nu Metal. Diese eigentliche Nu-Metal-Welle, durch die der Stil seine Popularität erlangte und in das Bewusstsein der Öffentlichkeit gelangte, wurde von den Bands KoRn, Limp Bizkit und System of a Down losgetreten. Vor allem erstere prägten die Art der Lyrics in erheblichem Maße; die Texte Korns sind oft zutiefst persönlich und drehen sich häufig um Probleme des Heranwachsens.
Somit gilt das Debüt der Band Korn auch als Initialzündung für den Erfolg des Genres und als bedeutende Wegmarke für die spätere Etablierung des Begriffs Nu Metal, der eng mit dem Erfolg der Band Korn verbunden scheint.
Weitere Bands wie Coal Chamber, Deftones, System of a Down und besonders Limp Bizkit schlossen an dem Erfolg Korns an und konnten sich ebenfalls etablieren. Nach den ersten Erfolgen erschienen auch weitere Vertreter des Genres wie Linkin Park oder P.O.D., die deutlich eingängigere und poporientierte Strukturen in ihren Klang einfließen ließen und weitere hohe Chartpositionen verbuchten. P.O.D. erreichten 2001 und 2002 mit ihrem Album Satellite hohe Chartplatzierungen in Deutschland und Amerika.

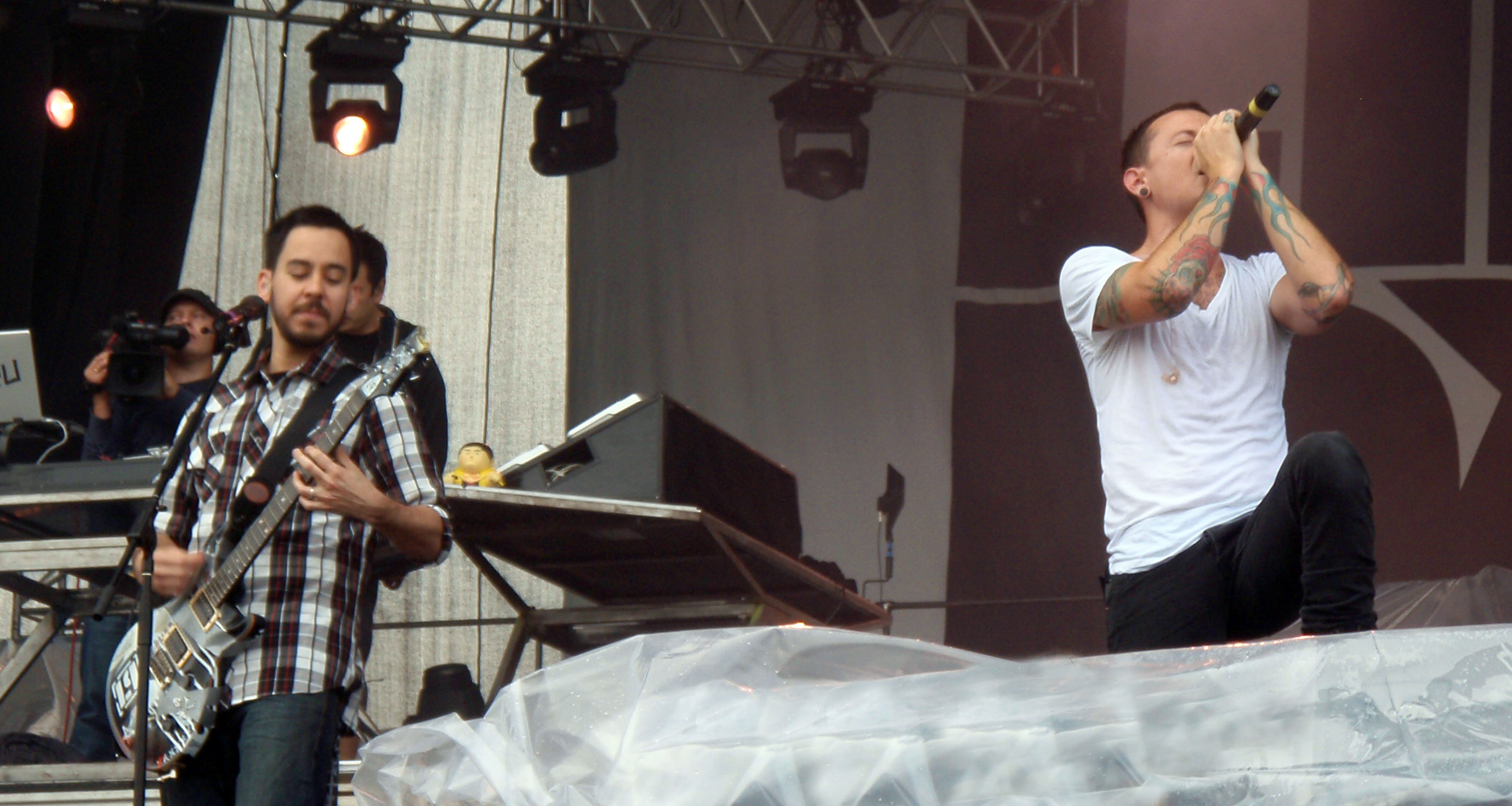
Die wahrscheinlich erfolgreichste Nu-Metal-Band: Linkin Park (live 2009)

Das Debüt Hybrid Theory der Band Linkin Park erreichte 2000 auf nahezu allen relevanten Musikmärkten die Top Ten: Platz 2 in Amerika, Platz 2 in Deutschland, Platz 4 in Großbritannien, Platz 5 in der Schweiz, 2 in Österreich, Italien und Australien sowie Platz 1 in Neuseeland sowie Top-5-Erfolge in nahezu allen skandinavischen Ländern standen zu Buche. hr zweites Studioalbum Meteora platzierte sich 2003 auf fast all diesen Märkten auf der Nummer eins.
Neben diesem Erfolg konnten auch andere neuere Bands kommerzielle Erfolge zu Beginn der 2000er Jahre für sich verbuchen. So traten z. B. auch Slipknot und Disturbed ins Rampenlicht. Neben den poporientierten Linkin Park und den Initiatoren KoRn prägten besonders Slipknot das allgemeine Bild und den Inhalt des Nu Metal. Besonders die Vermengung von popkulturellen Schockelementen und jugendlichen Inhalten stilisierte die Band zu einem Sprachorgan der gesamten Nu-Metal-Szene und begründete einen anhaltenden internationalen Erfolg. Während das selbstbetitelte Debüt von 1999 noch keine Top-20-Platzierungen verbuchte, erreichte das Zweitwerk Iowa 2001 durchgehend die Top-20-Charts.
Bis zur Mitte der 2000er Jahre nahm Nu Metal so eine wichtige Rolle im Popzirkus ein und löste fast nahtlos den Grunge als alternative Jugendkultur ab, was einerseits den marktwirtschaftlichen Wert der Musik förderte und vielen bis dahin unbekannten Bands zu Plattenverträgen verhalf, andererseits jedoch auch als Ausverkauf durch die Musikindustrie betitelt wurde. Singleerfolge und Heavy Rotation auf den einschlägig bekannten Musiksendern MTV und VIVA verhalfen dem Genre zur Popularität, trugen durch die langfristige Übersättigung des Marktes jedoch auch zu seinem kommerziellen Niedergang bei.

### Kommerzieller Niedergang

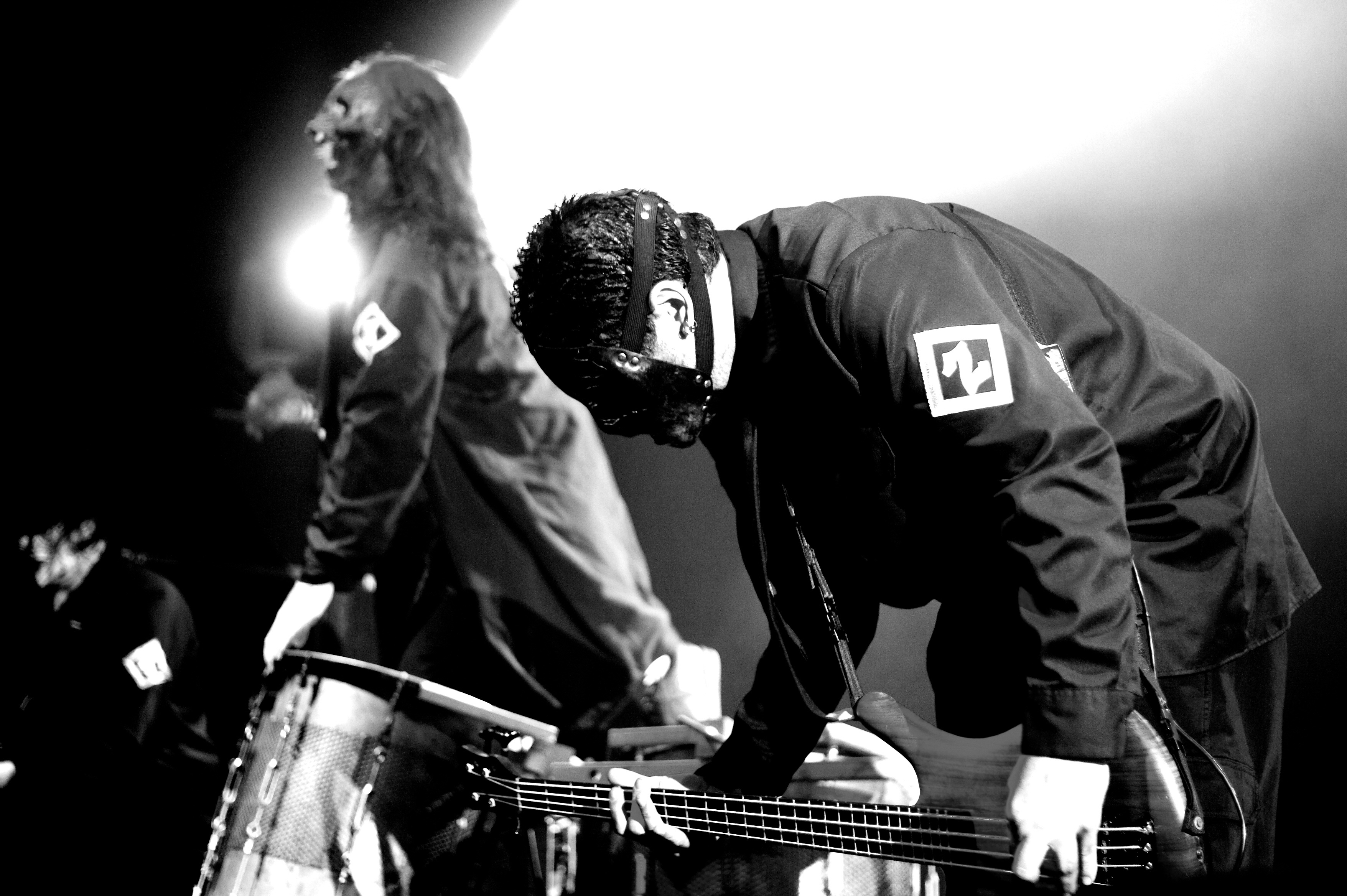
Eine der populärsten Interpreten des Genres: Slipknot (live 2005)

Die Band Deftones begann sich bereits auf ihrem Erfolgsalbum White Pony aus dem Jahr 2000 vom Nu-Metal-Sound zu distanzieren. Den eingeschlagenen Weg zu einem progressiveren und düsteren Sound, weg vom populären Nu Metal, verfolgte die Band auch mit den folgenden Veröffentlichungen.
Coal Chamber löste sich offiziell im Jahr 2003 auf. Nachdem Linkin Park 2004 mit dem Rapper Jay-Z kooperiert und das Bastard-Pop-Album Collision Course veröffentlicht hatte, dauerte es fast drei Jahre bis zu ihrem dritten Studioalbum, auf welchem sich die Band musikalisch neu orientierte und sich bewusst vom Nu Metal distanzierte. Die Band System of a Down legte, nachdem sie im Jahr 2005 das Album Hypnotize veröffentlicht hatte, eine langjährige Schaffenspause ein. Auch weitere Bands wie Korn, Disturbed oder Slipknot versuchten sich in der zweiten Hälfte der 2000er Jahre neu zu positionieren. Korn wurde düsterer und übernahm immer weitere Elemente der Industrial-Rock-Band Nine Inch Nails, blieb jedoch noch am ehesten dem eigentlichen Nu Metal treu.
Nach ihrem Debütalbum The Sickness aus dem Jahr 2000 orientierten sich Disturbed immer weiter am klassischen Metal. Und selbst Slipknot näherten sich nach vier Jahren Studiopause mit All Hope Is Gone 2008 eher typischen Metalstrukturen an. Limp Bizkit legte nach dem Album Results May Vary von 2003 eine längere Schaffenspause ein. In der folgenden Zeit erschienen lediglich einige Remixe, Sampler- und Soundtrackbeiträge, welche sich jedoch ebenfalls an gängigeren Songstrukturen orientierten. 2011 kehrten sie allerdings mit dem Album Gold Cobra zum Nu-Metal-Sound zurück. Die Neuorientierung hin zu Metal, Rock oder auch Progressive Rock umfasste somit nahezu die gesamte ursprüngliche Nu-Metal-Szene. Derweil wurde das Label Nu Metal vom kommerziellen Erfolgsgaranten zu einem Musikstil unter vielen.

### Zurück im Underground
Ab Mitte der 2010er Jahre begannen einige Metalcore- und Deathcore-Bands Elemente des Nu Metal in ihren Sound zu integrieren. Zu den prominentesten Beispielen gehören Bring Me the Horizon ab Sempiternal, Suicide Silence ab The Black Crown, Parkway Drive, Stray from the Path, My Ticket Home oder Dangerkids. Darüber hinaus vermischte die Bands Issues Nu Metal und Metalcore mit RnB. Die Band Motionless in White hingegen vermischte ab Graveyard Shift Nu-Metal-Elemente mit Synth Rock und Metalcore. Kommerziell erfolgreich waren die wenigsten Bands. Das Debütalbum von Issues erreichte Platz neun, Restoring Force von Of Mice & Men Platz vier und That’s the Spirit von Bring Me the Horizon Platz zwei der US-amerikanischen Albumcharts. Weitere Bands, die in den 2010er Jahren Elemente des Nu Metal in ihren Sound verarbeiteten waren Blood Youth, Cane Hill, Islander, Blind Channel, Vein.fm, Loathe oder Code Orange.
Währenddessen begannen ab Ende der 2010er Jahre Musikerinnen aus den Bereichen Pop und Electro, Elemente des Nu Metal zu verarbeiten. Die Sängerin Poppy begann hiermit ab dem Album Am I a Girl. Bei den Grammy Awards 2021 wurde sie für das Lied Bloodmoney als erste Solokünstlerin in der Kategorie Best Metal Performance nominiert. Weitere Beispiele sind Grimes auf dem Album Miss Anthropocene, Rina Sawayama auf dem Album Sawayama, Dorian Electra auf My Agenda oder Ashnikko auf Demidevil. Auch Rapper wie XXXTentacion, Juice Wrld, Ski Mask the Slump God oder Scarlxrd verwendeten Nu-Metal-Elemente in ihrer Musik.

### Gegenwart
Seit Anfang der 2020er Jahre zeichnet sich ein gesteigertes Interesse am Nu Metal. Das Onlinemagazin Revolver zählte im Juni 2022 Bands und Künstler wie City Morgue, Code Orange, Loathe, Nova Twins, Orthodox, Spiritbox, Tallah, Tetrarch, Vended und Wargasm zu den zehn Bands, die die neue Welle des Nu Metal anführen. Laut der Internetsuchmaschine Google erreichten Suchen nach dem Begriff „Nu Metal“ im Jahre 2023 den höchsten Stand seit 20 Jahren. Das gestiegene Interesse wird besonders mit der Generation Z in Verbindung gebracht. 2023 fand erstmals das Festival Sick New World statt.

## Musik
Die musikalischen Wurzeln des Nu Metal liegen im Metal- und Alternative-Bereich. Die Gitarren stehen eindeutig im Vordergrund, aber auch andere Elemente finden – lediglich als zusätzliche Unterstützung – Verwendung, in Form von gefilterten Hip-Hop-Beats als Rhythmuserweiterung, Synthesizer-Klängen oder verzerrten Stimmen.
Im Nu Metal stehen die Gitarren nicht mehr melodisch im Vordergrund wie in den anderen Metal-Stilrichtungen, sondern übernehmen nahezu ausschließlich eine rhythmisch tragende Rolle. So sind Soli auf dem Instrument eine Seltenheit. Die meist simplen Riffs bestechen vielmehr durch ihre synkopierte Rhythmik.
Häufig werden tiefe Stimmungen der Instrumente (Drop D) sowie siebensaitige bzw. fünfsaitige Instrumente verwendet, um eine bedrohliche Atmosphäre und einen aggressiven Sound zu erzeugen.
Als Kontrast zu den harten Riffs kommen in vielen Songs auch Clean-Passagen, in denen kein Verzerrer eingesetzt wird, oder melodieartige Hooklines zum Einsatz.
Die Linien der E-Bässe hingegen haben an Komplexität zugenommen. Erwähnenswert ist hier die Slaptechnik des Korn-Bassisten Reginald „Fieldy“ Arvizu. Das Schlagzeug ist relativ einfach und groovig angelegt, weist jedoch Einflüsse durch die Breakbeats des Hip-Hop auf. Häufig findet sich in einer Nu-Metal-Band auch ein eigener DJ bzw. Synth- oder/und Sampling-Engineer, welche dem Genre eine zeitgenössische Note geben. Der Sänger bzw. Frontmann hat im Nu Metal viele Möglichkeiten. Während manche Bands auf melodische Gesangsbegleitungen setzen, haben andere grölende, rappende, schreiende oder geflüsterte Gesangsmerkmale. Viele Sänger dieses Stils kombinieren mehrere der Optionen miteinander.
Eine weitere Eigenheit des Nu Metal ist die häufige Dissonanz der Harmonien, die durch die Verwendung des Tritonus entsteht. Nicht selten weisen viele Songs in Anlehnung an den Jazzcore ein recht komplexes Harmonie-Durcheinander auf. Nu-Metal-Bands kümmern sich beim Songwriting wenig um das Regelwerk der klassischen Harmonielehre; ihre Arbeitsweise ist meist rein experimenteller Natur. Trotzdem ergeben sich zuweil recht komplizierte harmonische Gebilde, wie zum Beispiel das sogenannte Pitch-Axis-System.

## Stilkritik
Nu Metal wird ebenso häufig von konservativen Metalfans und -bands kritisiert, wie seine Vorläufer aus den verschiedenen Genreausläufern des Alternative Metal. Sowohl Kommerzialisierung als auch Verwässerung des Metal wurde dabei dem Nu Metal vorgeworfen. Eine besondere Rolle in dieser Kritik nahm die True-Metal-Band Manowar ein, welche sich durchgehend gegen den Stil aussprach.
Neben diesem Konflikt zwischen wertkonservativem Metal und einer offenen Entwicklungsfreiheit des Metal besteht jedoch auch die Annahme, dass Nu Metal keinen neuen Zweig im Metalstammbaum darstellt. So gilt Nu Metal bei Kritikern als bloße Fortsetzung des Alternative Metal mit erhöhter Medienaufmerksamkeit.

## Bekannte Vertreter
- Coal Chamber
- Deftones
- Disturbed
- Drowning Pool
- Evanescence
- Ill Niño
- Korn
- Limp Bizkit
- Linkin Park
- Mudvayne
- Mushroomhead
- Nonpoint
- Papa Roach
- P.O.D.
- Slipknot
- Snot
- Spineshank
- Staind
- Static-X
- System of a Down
- Taproot

## Wichtige Alben

### Laut Loudwire
Das US-amerikanische Onlinemagazin Loudwire veröffentlichte eine Liste der 50 besten Nu-Metal-Alben.
1. Korn – Korn (1994)
2. System of a Down – Toxicity (2001)
3. Linkin Park – Hybrid Theory (2000)
4. Slipknot – Iowa (2001)
5. Deftones – White Pony (2000)
6. Linkin Park – Meteora (2003)
7. Slipknot – Slipknot (1999)
8. System of a Down – System of a Down (1998)
9. Korn – Follow the Leader (1998)
10. Disturbed – The Sickness (2000)
11. Evanescence – Fallen (2003)
12. Incubus – Make Yourself (1999)
13. Slipknot – Vol. 3: (The Subliminal Verses) (2004)
14. Limp Bizkit – Significant Other (1999)
15. Korn – Issues (1999)
16. System of a Down – Mezmerize (2005)
17. Deftones – Around the Fur (1997)
18. Sepultura – Roots (1996)
19. Kid Rock – Devil Without a Cause (1999)
20. Papa Roach – Infest (2000)
21. P.O.D. – The Fundamental Elements of Southtown (1999)
22. Limp Bizkit – Three Dollar Bill, Yall$ (1997)
23. Mudvayne – L.D. 50 (2000)
24. Limp Bizkit – Chocolate Starfish and the Hot Dog Flavored Water (2000)
25. Incubus – S.C.I.E.N.C.E. (1997)
26. Deftones – Adrenaline (1995)
27. Static-X – Wisconsin Death Trip (1999)
28. P.O.D. – Satellite (2001)
29. Sevendust – Animosity (2001)
30. Disturbed – Ten Thousand Fists (2005)
31. Sevendust – Sevendust (1997)
32. Soulfly – Soulfly (1998)
33. Staind – Dysfuction (1999)
34. Drowning Pool – Sinner (2001)
35. Coal Chamber – Coal Chamber (1997)
36. Orgy – Candyass (1998)
37. Mushroomhead – XIII (2003)
38. Machine Head – The Burning Red (1999)
39. Dope – Felons and Revolutionaries (1999)
40. Korn – Untouchables (2002)
41. Kittie – Spit (2000)
42. Spineshank – The Height of Callousness (2000)
43. Powerman 5000 – Tonight the Stars Revolt! (1999)
44. Saliva – Every Six Seconds (2001)
45. Taproot – Gift (2000)
46. Primer 55 – (The) New Release (2001)
47. Nonpoint – Statement (2000)
48. (hed)p.e. – Broke (2000)
49. Static-X – Machine (2001)
50. Crazy Town – The Gift of Game (1999)

### Laut Visions
Das deutsche Magazin Visions veröffentlichte im November 2020 eine Nu-Metal-Plattenliste. Diese Liste enthält 30 Alben, die nicht ausschließlich zu den besten Genre-Veröffentlichungen zählen, sondern auch Alben, die bei ihrer Veröffentlichung wichtig waren. Die Liste ist chronologisch sortiert. Das Erscheinungsjahr wird in Klammern genannt.
- Korn – Korn (1994)
- Coal Chamber – Coal Chamber (1997)
- Incubus – S.C.I.E.N.C.E. (1997)
- Kid Rock – Devil Without a Cause (1998)
- Godsmack – Godsmack (1998)
- Static-X – Wisconsin Death Trip (1999)
- Powerman 5000 – Tonight the Stars Revolt! (1999)
- Slipknot – Slipknot (1999)
- Limp Bizkit – Significant Other (1999)
- Amen – Amen (1999)
- Crazy Town – The Gift of Game (1999)
- Disturbed – The Sickness (2000)
- Mudvayne – L.D. 50 (2000)
- Kittie – Spit (2000)
- Papa Roach – Infest (2000)
- (hed)p.e. – Broke (2000)
- Soulfly – Primitive (2000)
- Deftones – White Pony (2000)
- Linkin Park – Hybrid Theory (2000)
- Staind – Break the Cycle (2001)
- Emil Bulls – Angel Delivery Service (2001)
- Drowning Pool – Sinner (2001)
- System of a Down – Toxicity (2001)
- P.O.D. – Satellite (2001)
- Machine Head – Supercharger (2001)
- American Head Charge – The War of Art (2002)
- Otep – Sevas Tra (2002)
- Evanescence – Fallen (2003)
- Hollywood Undead – Swan Songs (2008)
- King 810 – Memoirs of a Murder (2014)